# Anaea cratais
Anaea cratais är en fjärilsart som beskrevs av William Chapman Hewitson 1874. Anaea cratais ingår i släktet Anaea och familjen praktfjärilar. Inga underarter finns listade i Catalogue of Life.